# 巴里加斯

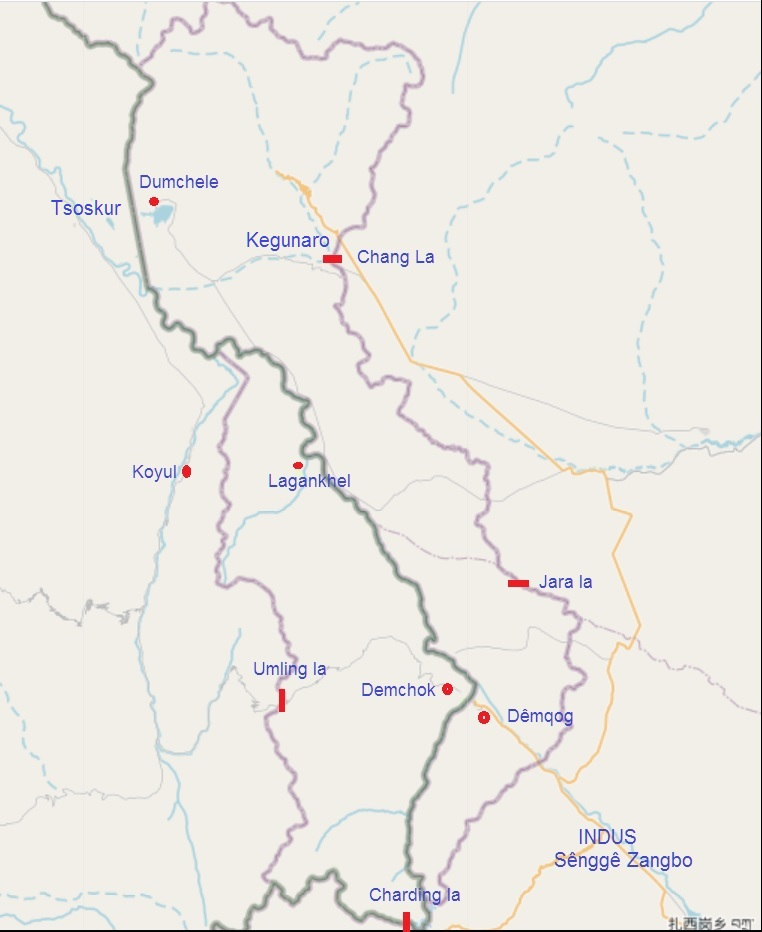
灰色粗线为实际边界，紫色细线为双方主张线（西段：中方主张、东段：印方主张），大部分地区实际控制线沿狮泉河

巴里加斯（藏語：པ་ལི་ཅ་སི，藏语拼音：pa li ca si）或碟穆綽克地區（Dêmqog），是中国和印度在西段边界上的一块争议领土，面积约1,900平方公里，包括基古纳鲁河、乌木隆、典角村、果洛等地区。现印度控制巴里加斯西南角即狮泉河-典角曲-尼隆河以西約400平方公里。中国方面认为该区域位于传统习惯线中方一侧，属于西藏阿里地区噶尔县的一部分。印度方面一般以碟木绰克扇形区（英語：Demchok sector）为该地区代称，认定其属拉达克（原查谟和克什米尔邦）列城县的一部分。

## 历史
中国所称的“巴里加斯”（Parigas）得名于该地一个不起眼的露营地，按照藏语翻译而来，被拉达克人称为，拉达克语的惯例是根据营地所在的溪流来命名营地，（32°46′05″N 79°21′32″E / 32.768°N 79.359°E）位于从西侧与印度河汇合的河岸边。
按照英属印度和印度自治领时期的地图，双方分界线沿印度河，而中国的主权主张线沿着山脊顶部延伸。该地原有一个名为“碟穆綽克”的临时定居点，但后来被当地羌塘游牧民（Changpa）放弃。1955年5月，印军进入占驻典角曲东岸的巴里加斯。同年10月4日中国边境工作组人员抵巴里加斯。印军于当年撤回。1956年，印军设卡于巴里加斯以南，典角曲西岸，与1954年进驻的中国边防分队隔典角曲相对峙，双方相距600米。

## 居民点
主要居民点为印方控制的碟木绰克村和中方控制的典角村。

## 地图

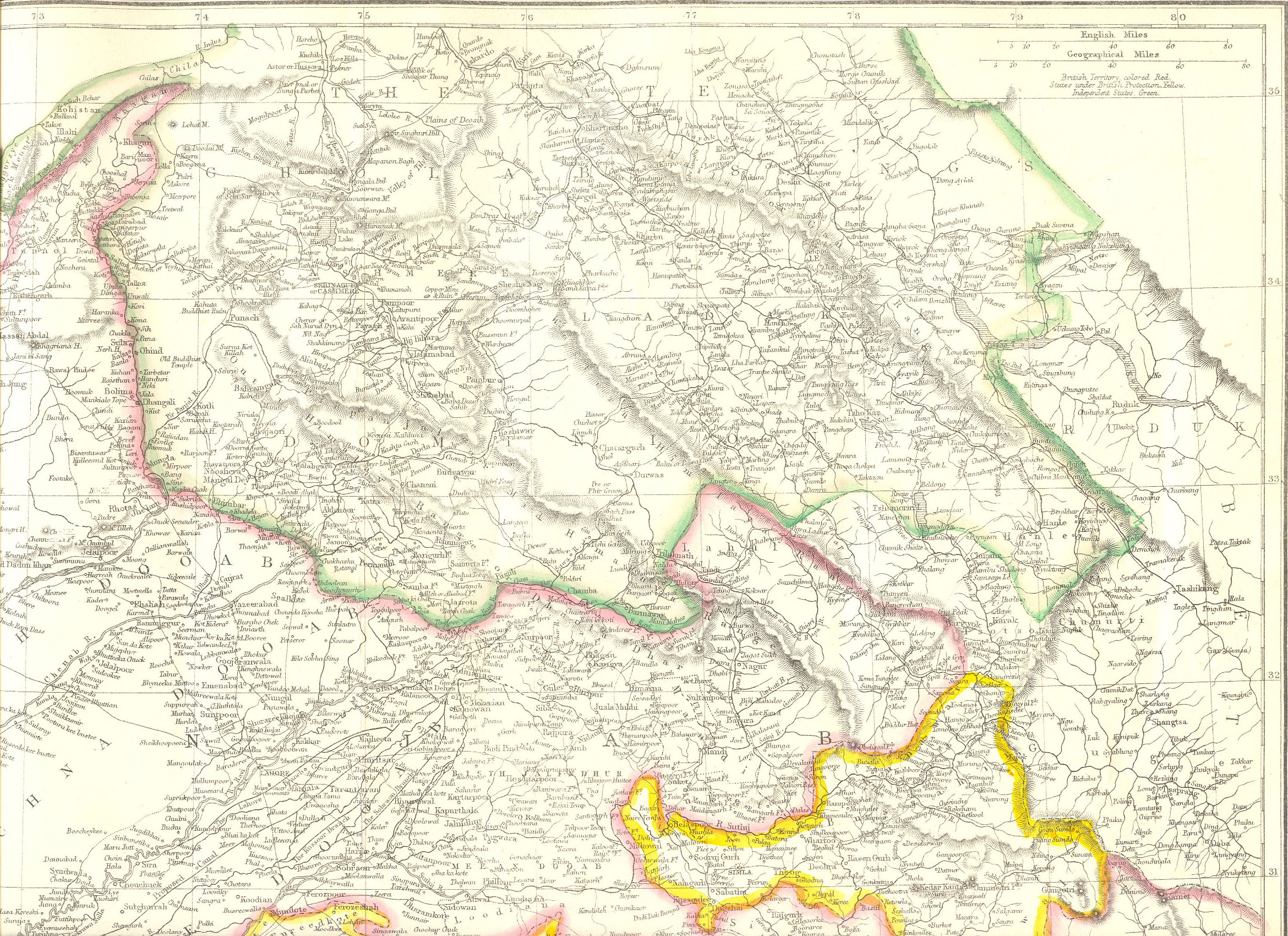
1863年拉达克地图，巴里加斯位于拉达克一侧。
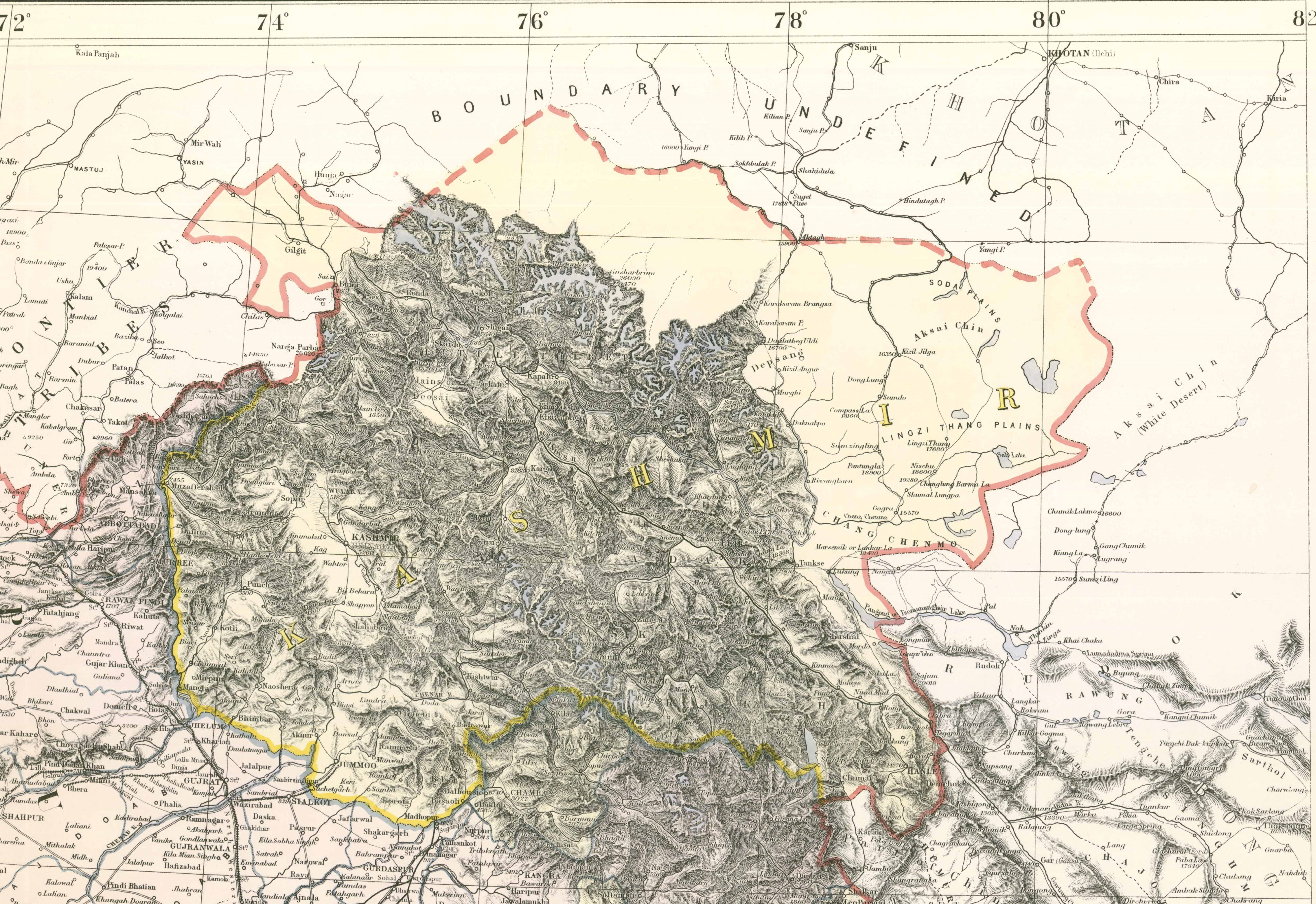
克什米尔边界在1888年印度勘探局（英语：Survay of India）绘制的印度地图中，虚线所示的未定义边界，从马鲁毕庭峰、叶尔羌河、Mazar（麻扎村）、Aktagh（阿克塔）到Karakunlun Shan （喀拉昆仑山）35°16′59″N 80°15′43″E / 35.28312°N 80.261863°E。Demchok（典角村）在图下方，位于传统习惯线中方一侧。
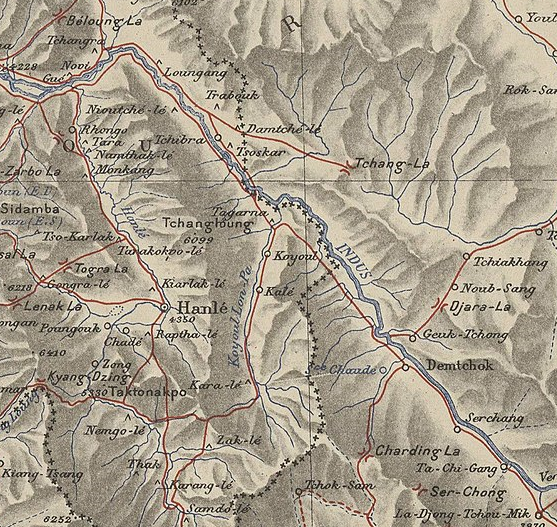
1909年地图，巴里加斯位于传统习惯线中方一侧。
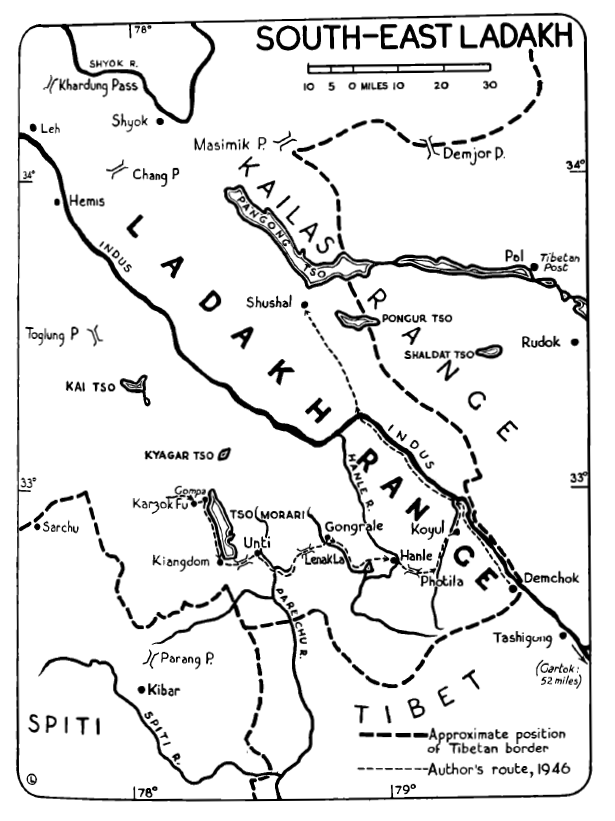
1946年英国旅行者绘制的拉达克地图[4]，包括碟木绰克扇形区。
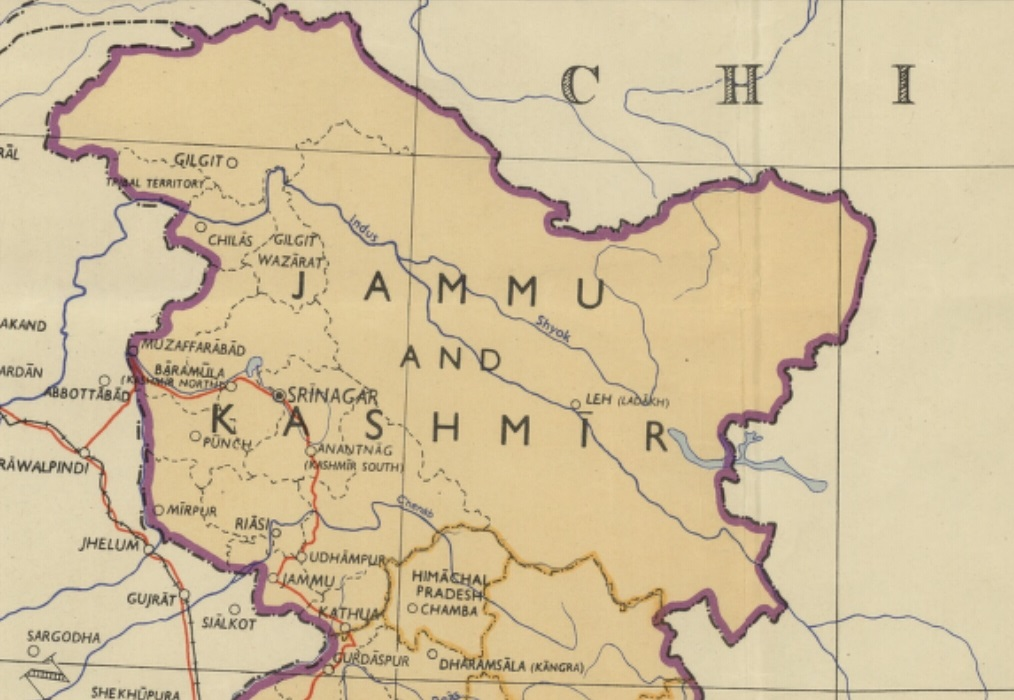
1954年印度政治地图，当时印度认定该地的分界线在印度河上游（狮泉河）上。
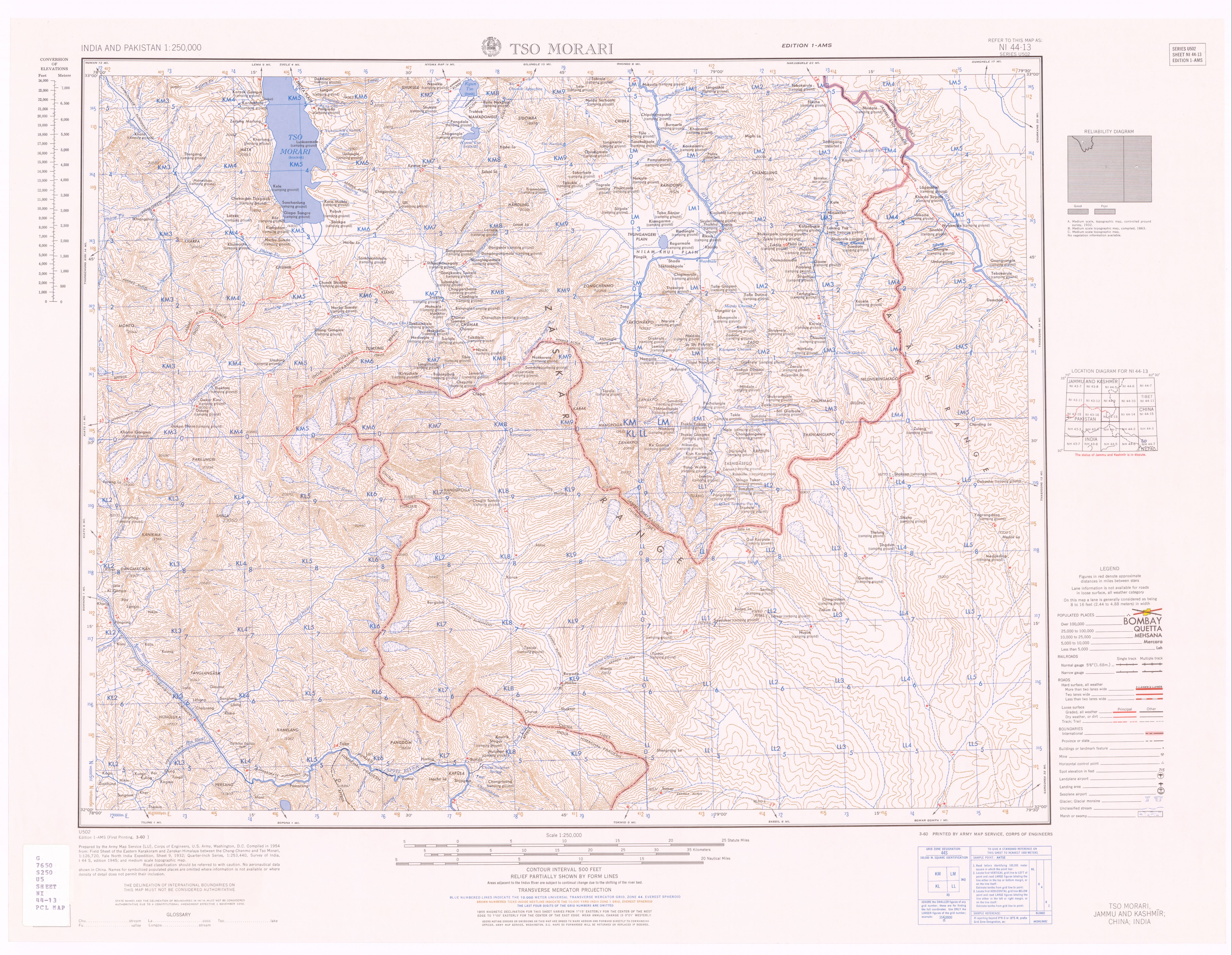
1954年地图，巴里加斯位于传统习惯线中方一侧。

## 參见
- 都木契列（英语：Dumchele）
- 阿克赛钦
- 中印边界问题